# Forstjärnen, Ångermanland
Forstjärnen är en sjö i Nordmalings kommun i Ångermanland och ingår i Öreälvens huvudavrinningsområde.